# Villagarcía del Llano
Villagarcía del Llano – gmina w Hiszpanii, w prowincji Cuenca, w Kastylii-La Mancha, o powierzchni 116,84 km². W 2011 roku gmina liczyła 806 mieszkańców.